# Sălcioara, Dâmbovița
Sălcioara là một xã thuộc hạt Dâmbovița, România. Dân số thời điểm năm 2002 là 4175 người.